# Station Ustroń
Station Ustroń is een spoorwegstation in de Poolse plaats Ustroń.